# Jevgeni Dementjev
Jevgeni Aleksandrovitsj Dementjev (Russisch: Евгений Александрович Дементьев) (Tayozhnyy (Chanto-Mansië), 17 januari 1983) is een Russisch langlaufer. 

## Carrière
Dementjev won tijdens de Olympische Winterspelen 2006 de gouden medaille op de achtervolging door met een verschil van 0,6 seconde de Noor Frode Estil te verslaan. Op de 50 kilometer verloor Dementjev met een verschil van 0,8 seconde van de Italiaan Giorgio Di Centa. Dementjev won in 2005 in het Zweedse Falun zijn enige wereldbekerwedstrijd op de skiatlon. In 2009 werd Dementjev betrapt op het gebruik van EPO.

## Resultaten

### Olympische Spelen
| Jaar | Plaats | Resultaten                                    |
| ---- | ------ | --------------------------------------------- |
| 2006 | Turijn | 30 km skiatlon · 50 km · 6e 4x10 km estafette |

### Wereldkampioenschappen langlaufen
| Jaar | Plaats     | Resultaten                                         |
| ---- | ---------- | -------------------------------------------------- |
| 2005 | Oberstdorf | 23e 15 km · 22e 30 km skiatlon · 4x10 km estafette |
| 2007 | Sapporo    | 22e 15 km · 4x10 km estafette                      |